# 小布瓦西耶尔
小布瓦西耶尔（法語：La Petite-Boissière，法語發音：[la pətit bwasjɛʁ]）是法国德塞夫勒省的一个市镇，属于布雷叙尔区。

## 地理
小布瓦西耶尔（46°53'1"N, 0°44'32"W）面积12.92 平方千米，位于法国新阿基坦大区德塞夫勒省，该省份为法国西部内陆省份，北起曼恩-卢瓦尔省，西接旺代省，南至夏朗德省和滨海夏朗德省，东临维埃纳省。
与小布瓦西耶尔接壤的市镇（或旧市镇、城区）包括：莫莱翁、孔布朗、塞夫尔河畔圣阿芒。

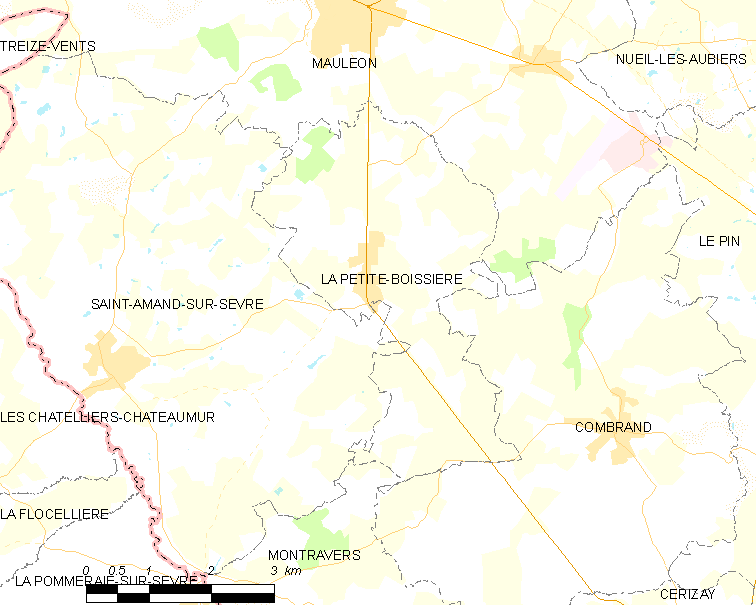
小布瓦西耶尔的OSM定位图

小布瓦西耶尔的时区为UTC+01:00、UTC+02:00（夏令时）。

## 行政
小布瓦西耶尔的邮政编码为79700，INSEE市镇编码为79207。

## 政治
小布瓦西耶尔所属的省级选区为莫莱翁县。

## 人口

1962-2008年间小布瓦西耶尔人口变化图示

小布瓦西耶尔于2022年1月1日时的人口数量为625人。